# Vaccinium inconspicuum
Vaccinium inconspicuum är en ljungväxtart som beskrevs av J. J.Smith. Vaccinium inconspicuum ingår i Blåbärssläktet, och familjen ljungväxter. Inga underarter finns listade i Catalogue of Life.